# ウサギ
ウサギ（兎、兔）は、最も広義には兎形目、狭義にはウサギ科、さらに狭義にはウサギ亜科もしくはノウサギ亜科 Leporinaeの総称である。
ここでは主にウサギ亜科について記述する。現在の分類では、ウサギ亜科には全ての現生ウサギ科を含めるが、かつては一部を含めない分類もあった。兎形目はウサギ科以外に、ナキウサギ科、サルデーニャウサギ科などがある。

## 形態
他の獣と比しての特徴としては、耳介が大型なことが挙げられる。兎形目内では耳介があまり発達していない種でも、他の哺乳綱の分類群との比較においては耳介比率が大きいといえる。音や風の方へ耳の正面が向くよう、耳介を動かすことができる。また、毛細血管が透けて見えるこの大きな耳介を風に当てることで体温調節に役立てるともいう。
眼は頭部の上部側面にあり広い視野を確保することができ、夜間や薄明薄暮時の活動に適している。鼻には縦に割れ目があり、上部の皮膚を可動させることで鼻孔を開閉することができる。門歯は発達し、一生伸び続ける。かつてはこの門歯の特徴をもってネズミと同じ齧歯目の中に位置づけられていた。しかし、上顎の門歯の裏側に楔形の門歯があるものをウサギ目として独立した目分類がなされるようになった（齧歯目と近縁の仲間ではある）。歯列は {\displaystyle {\tfrac {2\cdot 0\cdot 3\cdot 3}{1\cdot 0\cdot 2\cdot 3}}}（順に 門歯・犬歯・小臼歯・大臼歯、上下は上下顎）で、計28本の歯を持つ。
かつてネズミの仲間と分類されていたように、肉食であるネコやイヌとは異なる点が多く、多くの種のウサギの足の裏には肉球はなく、厚く柔らかい体毛が生えている。前肢よりも後肢が長く、跳躍走に適している。前肢の指は5本、後肢の趾は4本で、指趾には爪が発達する。体全体は丸みを帯び、尻尾は短い。ただ、盲腸は長い。

## 生態
草原や半砂漠地帯、雪原、森林、湿原などに生息する。アナウサギは地中に複雑な巣穴を掘って集団で生活する。縄張り意識は比較的強く、顎下の臭腺をこすりつけることで臭いをつけてテリトリーを主張する。ノウサギは穴での生活はしない。
食性は多くの種は植物食で、草や木の葉、樹皮、果実、牧草、野菜などを食べる。一部の野生種は昆虫なども食べるという。カイウサギであれば、屋外のアリなども舐めながら食べる。
胎生。ネコなどと同じく、交尾により排卵が誘発される交尾排卵動物。妊娠期間は最長がユキウサギの約50日で、多くの種は30･40日。一度の出産で1･6頭（ないしそれ以上）を出産する。
アナウサギは周年繁殖動物（繁殖期を持たない動物）に分類され、年中繁殖することが可能であり、多産で繁殖力が高い動物である。ノウサギは春先から秋まで、長期的なゆるい繁殖期を持っている。
天敵はヘビ、キツネ、イタチ、ノネコをはじめ小〜中型の肉食獣、猛禽類、人、カラス。
種類にもよるが、時速60-80kmで走ることができ、動きは速い。
声帯を持たないため滅多に鳴くことはないが、代わりに非言語コミュニケーションを用いる。代表的なものは発達した後脚を地面に強く打ち付けるスタンピングで、その主な動機は天敵が接近した場合に仲間に警戒を促すためであるが、不快な感情を表す際にもこの行動をとることがある。
ウサギの唾液には、衛生状態を保つ成分が含まれている。顔を前脚で覆うように撫でたり耳を撫でる仕草を見かけるが、前脚に予め付着させておいた自らの唾液を目的の部位全体に行き渡らせることで衛生状態を保っているのである。
特徴的な長い耳に代表されるように秀でた聴力を持つ一方で、視力には劣り、食物を食べる時に安全性を確認する場合も、視覚より嗅覚を駆使する。
ストレスには非常に弱く、絶えず周囲を警戒している。骨が崩れやすく脆いという弱点もある。

## 餌
ニンジンなどの根菜を食べるイメージがあるが、糖分が高く自然界では食べない。飼育環境下で少量与えられる程度である。主に食べるのはチモシー、アルファルファなどの牧草であるが、チモシーにアレルギーを起こす人が居るので、時々飼育で問題になる。
時折、背を丸めて直接肛門に口を持っていき、口をモグモグとする行動を観察できるが、これは「食糞行動」といい、未消化になった植物繊維等を含んだ糞を再度食べて消化と栄養の再吸収を促す行為であり、異常行動ではない。

### ペット飼育

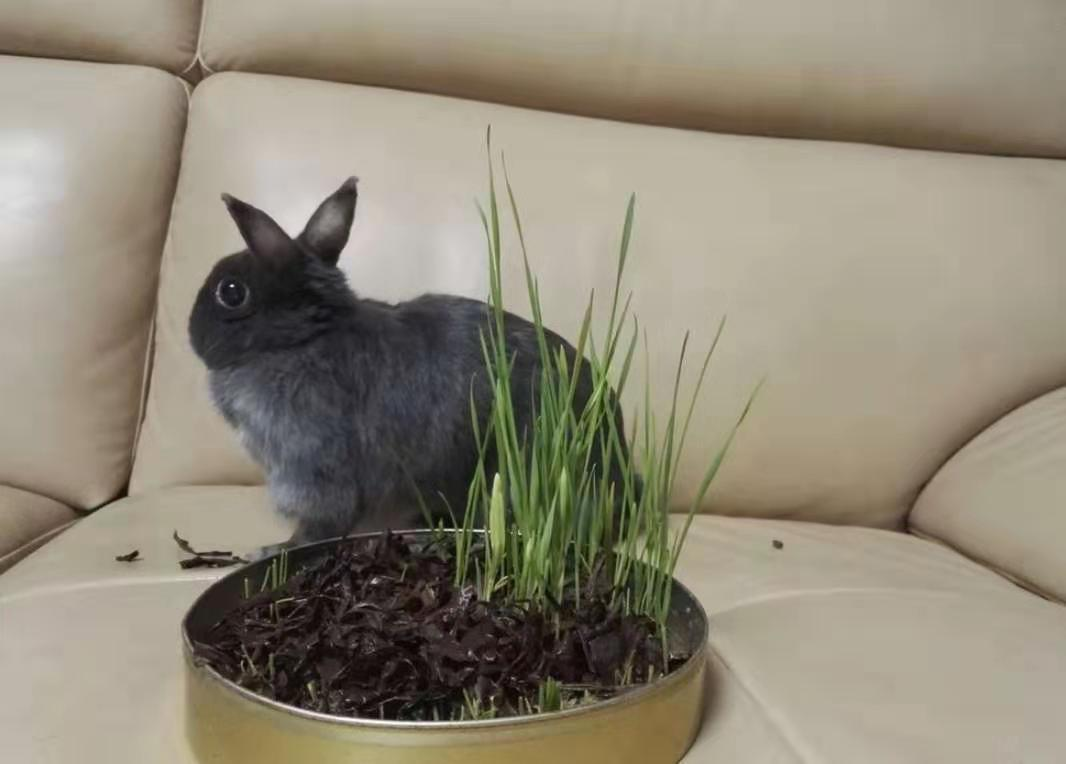
ペットとしてのウサギ

捕食される側である草食動物のため、家飼いする場合もその本能が残存しており、部屋の目立った場所に出ず、カーテンの裏側、机の下、部屋の隅っこなどに陣取ることが多い。
ウサギはデリケートな生き物でもあり、ペット飼育されているウサギにはストレスを感じた時に稀に自分の体毛を毟り取る行動が見られるが、ほかのペット動物でもありうることである。
前歯が伸び続けることも手伝い、家飼いする時、屋内のコードというコードを片っ端からかじってしまうことも多い。本、畳、木材家具に至ってはそのものを食べてしまうこともある。特に家電製品のコード類は感電の恐れもあるので、なるべく手の届かないところに設置すべきである。
排泄場所は、きれい好きのため、きちんと躾ければ、特定の場所で排泄を行うようになる。隅で隠れられる場所に排泄場所を置くべきである。
寿命
5–11年（稀にそれ以上：ネザーランドドワーフで最高年齢13歳の記録がある。※ギネス記録は18歳10か月）
体温
ウサギの平均体温は38–40℃とかなり高温までが正常範囲。39℃台の体温を正常と判断し対処する必要がある。体温が上がりすぎる場合は耳を水で軽く湿らせタオルで全身を巻いた上からアイスボトルなどで冷やし、逆に体温が37.7℃以下の場合は温かい布で全身を包みカイロなどでその上から温める。
心拍数
130–325/分
呼吸数
32–60/分
全血液量
57–65 mL/kg
血圧
90–130 / 60–90 mmHg
食物消費量
5–100 g/日（個体の大きさによる）
飲水消費量
5–10 ml/日・100 g/日（あるいはそれ以上）
胃腸管通過時間
4-5時間

## 分布
南極大陸や一部の離島を除く世界中の陸地に分布している。ペットとして持ち込まれたものも多く、オーストラリア大陸やマダガスカル島には元々は生息していなかった。特に、オーストラリア大陸に広く分布するようになったウサギは、入植者のトーマス・オースティンが狩猟用に持ち込んだ24匹のウサギが、オーストラリアの環境に適応して爆発的に増えたものであることが知られている。
日本では、各地の縄文時代の貝塚からウサギの骨が出土することや、古事記の「因幡の白兎」などに登場することなどから、そのころには既にかなりの数が棲息していたものと考えられる。灰色や褐色等の毛色を有し、積雪地帯では冬には白毛に生え変わる在来種ニホンノウサギは、日本の固有種として知られている。また、絶滅危惧種であり国の特別天然記念物アマミノクロウサギは、世界でも奄美群島の一部のみに生息する。

## 利用

### 狩猟

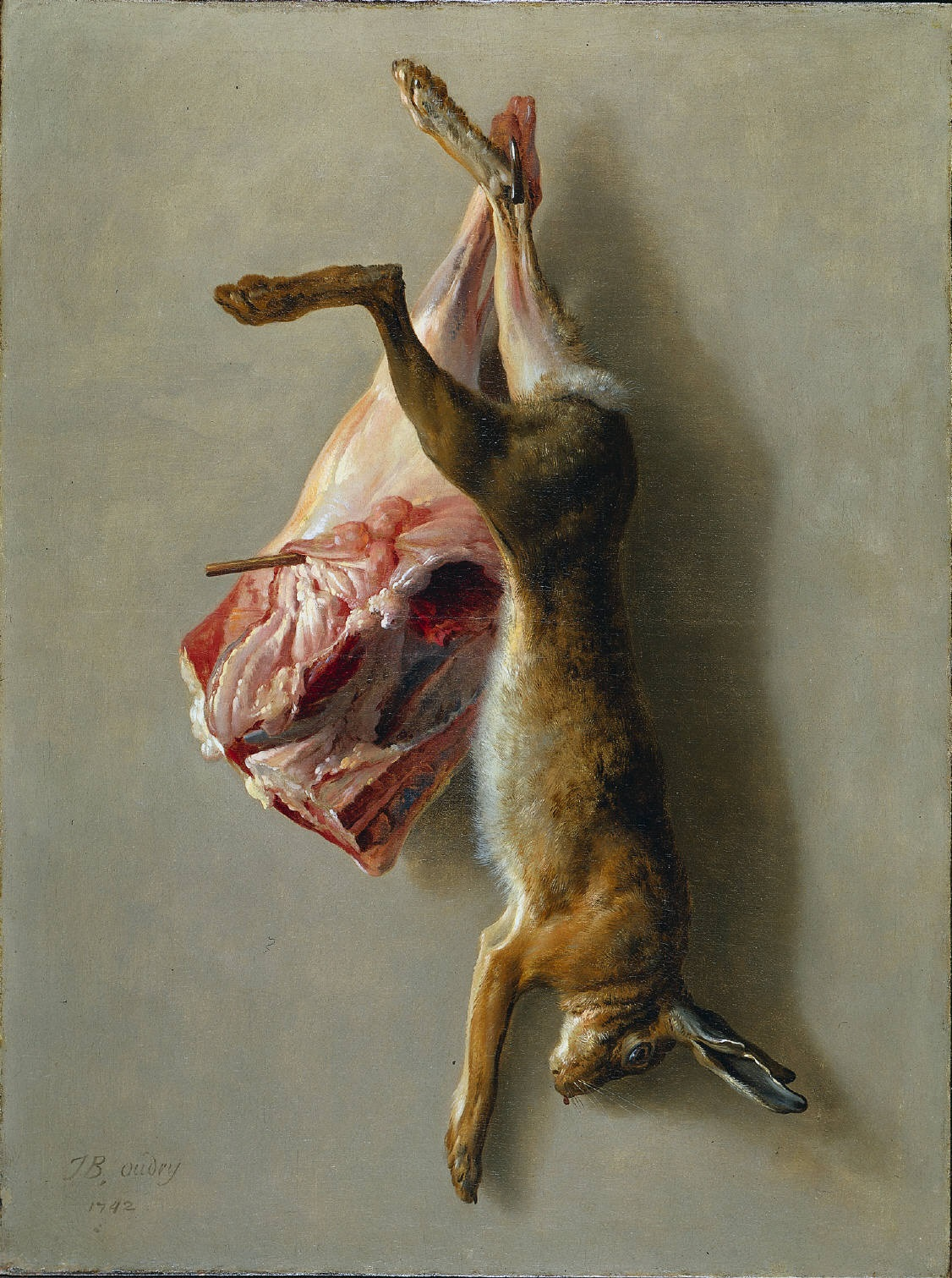
「野ウサギと子羊の脚」ジャン＝バティスト・ウードリーによる油彩（1742年）クリーブランド美術館所蔵

野ウサギは昔から食料や毛皮、遊興などの目的で狩猟の対象とされている。特に欧米では、ウサギのハンティングは文化的なスポーツとして扱われている。
狩猟の際にウサギを追いかけるときは必ず斜面の上から追いかけると有利、逆に斜面を登る形で追いかけると不利とされている。なぜならウサギの身体的特徴として後ろ足が長く前足が短いため、ウサギは上り坂では体の傾き具合が水平になるため坂を上るのに強く、下り坂では前かがみのようになってしまうため坂を下るのは苦手だからである。
上野公園にある西郷隆盛像は、愛犬「ツン」をつれて趣味の兎狩りをしているときの姿である。

### 食肉
狩猟や養殖によって得られたウサギの肉は、食用として利用されてきた。古代、マンモスなどの大型の獲物が少なくなるにつれ、ウサギをはじめとする小型ですばしっこい動物は、人類にとって重要な獲物となっていった。ネアンデルタール人は、このような小さな獲物を狩るための適応が出来なかったため、滅んだとの説がある。

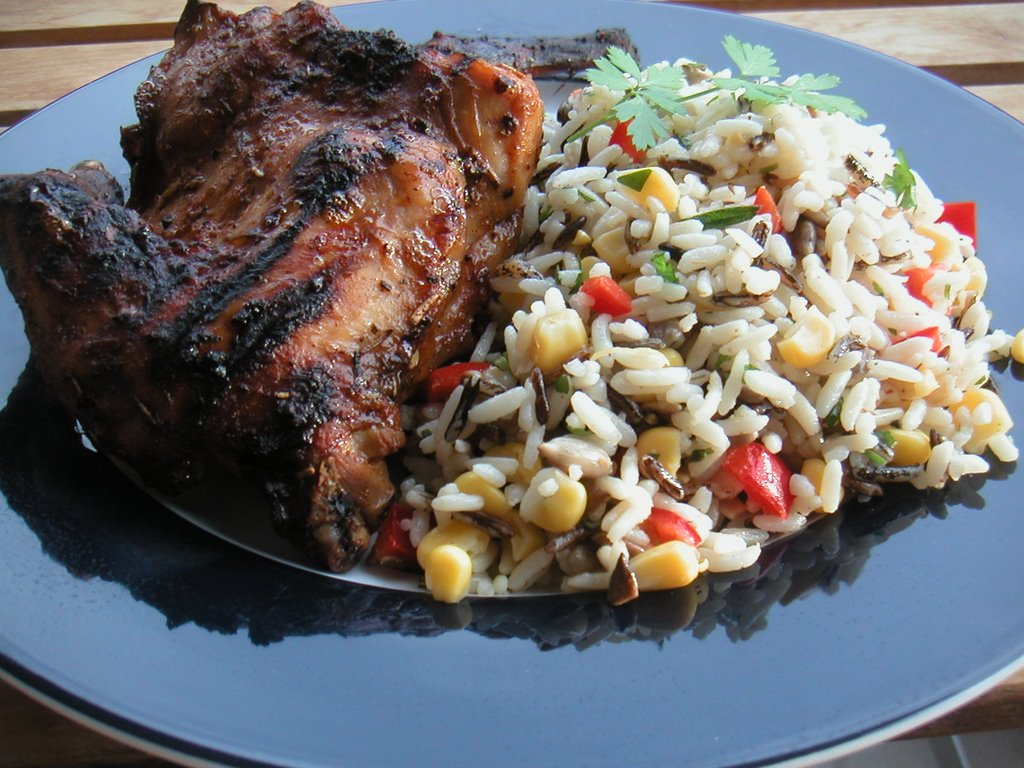
ウサギのソテーとリゾット

ウサギは柔らかい食肉となる。ウサギのフィレ・ステーキという料理もあるが、1頭のフィレ部分はホタテ貝の貝柱程度の寸法しかなく数頭分のフィレ肉を使うことになる。挽肉にすると粘着性が高いので、ソーセージやプレスハムに結着剤として使われることがある。
日本でも、古来より狩猟対象であり、食用とされてきた。縄文時代の貝塚から骨が見つかることはそれを示唆するものであると考えられ、江戸時代徳川将軍家では、正月の三が日にウサギ汁を食べる風習があったという（日本の獣肉食の歴史#江戸時代および食のタブー#ウサギも参照）。秋田県の一部地域では「日の丸肉」と呼ばれ、旅館で料理として出されることがある。この日の丸肉という名称は、一説によると、明治期に日本で品種改良されて定着した白毛に赤目の日本白色種が、あたかも日の丸の色彩を具現化したような動物であったことによるともいわれる。明治期に入り、兎の輸入が始まる。兎の種類は肉用（ベルジアン、バタゴニアン）、毛用（アンゴラ）、毛皮用（ヒマラヤン、シベリヤン）、愛玩用（ロップイヤー、ポーリッシュ、ダッチ）がある。ロップイヤーの平均体重は9斤（5.4kg）である。また秋田県の一部のマタギには、ウサギの消化器を内容物と共に料理して食べる「スカ料理」が伝わっている。
20世紀に入り、1921年（大正10年）には神田須田町にウサギ肉専門の料理店ができたが普及には至らなかった。一般消費者がスーパーマーケットなどで豚肉や牛肉が手軽に購入できるようになっても、ウサギ肉が単独で店頭に並ぶ例はほぼないが、1960年代には豚挽肉にウサギ肉を混入する事例が横行した。1969年には農林省が原材料を明記するよう業界を指導したことがある。
欧州各地でも古来より食用とされ、フランス料理では、伝統的に一般的な料理に使用するものは、カイウサギをラパン (Lapin)、ノウサギをリエーヴル (Lièvre)という区別で食肉として愛好されてきた。ラパンはしばしば鶏などと同様に家禽類として扱われる。背肉から腿肉までが主要部位で、内臓肉としては腎臓、レバーなどを食べる。
北米では、ウサギ肉はフライ用(fryer)、ロースト用(roaster)、内臓(giblets)の3等級に分類されている。生後9週まで、体重4.5-5ポンドの肉はフライ用。体重5-8ポンド、月齢8ヵ月までの肉をロースト用と定めている。ロースト用はフライ用よりも肉が硬いとされている。肝臓や心臓なども食用にする。
ユダヤ教では、ウサギは「清くない動物」、すなわち非カーシェール (כָּשֵׁר, Kāšēr) とされ、食べてはならない動物に定められている。日本でも一部の地域（埼玉県・群馬県など、後述）において、妊婦が兎肉を食べることを禁忌とする考え方がある。

### 毛皮
狩猟や養殖によって得られたウサギの毛皮は、服飾品としても利用されてきた。
防寒用として世界各地でその毛皮が用いられてきたほか、一種の装飾用としても用いられる。
また、毛皮としてではなく毛足の長いウサギの毛を羊毛のように刈り取って織物用の繊維として利用することも行われてきた。アジア原産のアンゴラ山羊やアンゴラ兎を使ったモヘヤが知られているが、欧州ではアンゴラウサギ (Angora rabbit) という繊維利用専用の品種も作られた。日本でも、明治から太平洋戦争の時代にかけて軍需毛皮を生産する目的からウサギの飼育が盛んになり、日本アンゴラ種という品種が作られた。
毛皮のみを目的とした品種は稀でレッキスやアンゴラウサギくらいである。その他は、精肉目的の副産物であり、毛の長さが冬以外ではまばらとなる換毛で、毛や毛皮としての質は高くない。
西洋では、ウサギの足や尾は幸運のシンボルとして剥製化されて使用される。

### 膠
ウサギの革を煮込んで得られる膠は、テンペラ画の地塗りに用いられてきた。アクリル絵具が発達した21世紀初頭でもなお、古い絵画の修復に欠くことのできない材料である。

### 実験動物
家畜化されたアナウサギ（カイウサギ）が、実験動物として広く使われる(ドレイズ試験)。

### 税金
日本では明治時代に入り、ウサギの売買や飼育が盛んになったことから、1873年（明治6年）に東京府より「兎取締ノ儀」が布達された。ウサギ一頭につき、1円を科せられ、無許可で飼育すると2円の罰金を科せられた。

## 家畜化

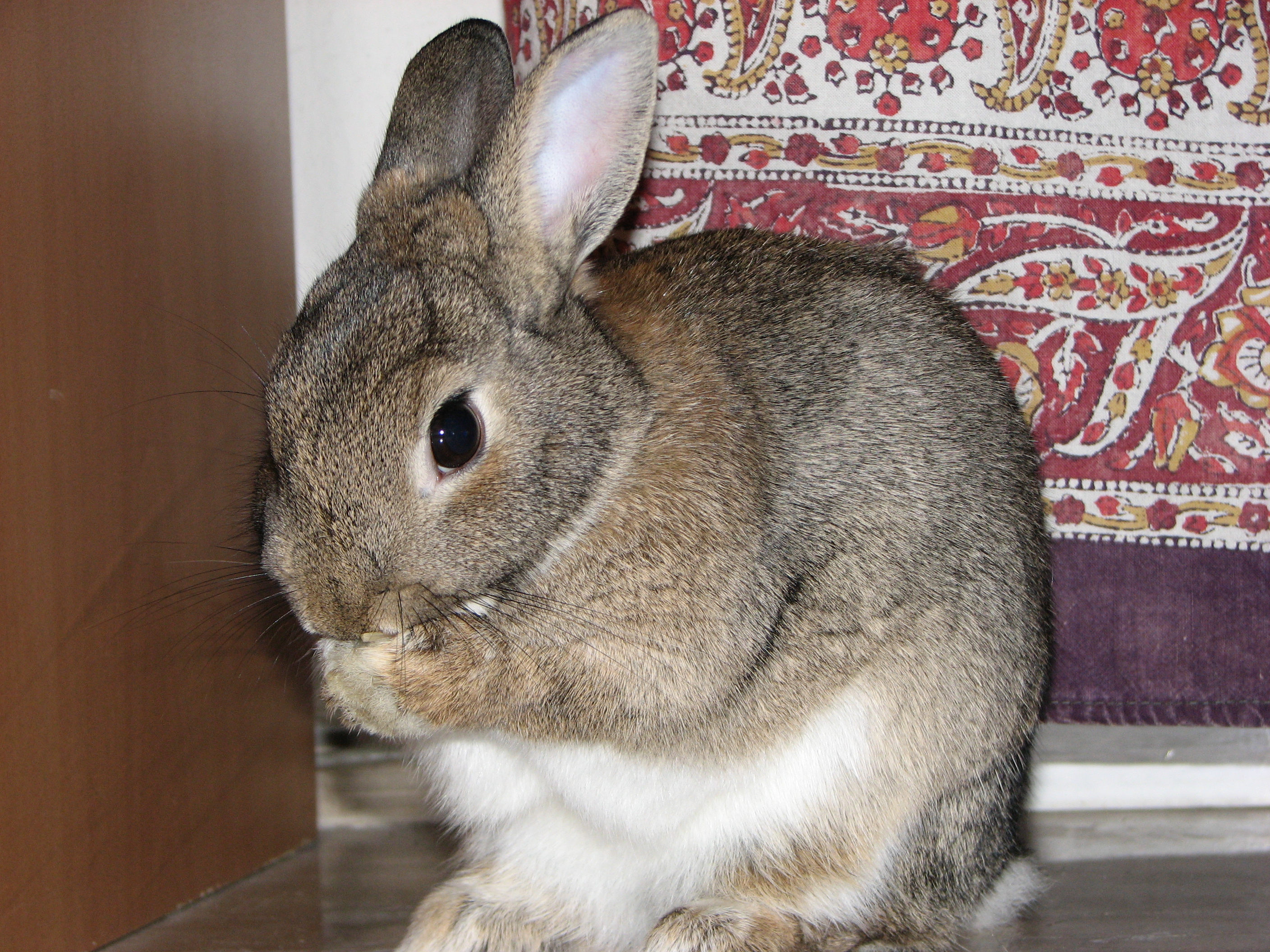
カイウサギの品種の一つ、ネザーランド・ドワーフ

ウサギの一種であるアナウサギを家畜化したものはカイウサギと呼ばれ、広く利用されている。ペットとして人気の高いネザーランド・ドワーフやロップイヤー、毛皮用にも使われるレッキス、日本で実験用によく使われるジャパニーズホワイトなど多くの品種があるが、分類学的にはアナウサギと同種とみなされ、学名も同じOryctolagus cuniculusである。
利用目的は毛用・肉用・愛玩用など多岐にわたる。ペット用に品種改良されたものはしばしばイエウサギと呼ばれ、一般家庭での飼育も可能である。実験動物としては、薬品や化粧品の安全性試験や、医学研究のモデル生物として使われるが動物実験の結果をそのまま人間には適用できない事例もあるだけでなく、倫理上の観点からも問題視されており、徐々に動物実験を廃止する動きが広まりつつある。
日本の大久野島・前島やニュージーランド、オーストラリアでは逸出したカイウサギの野生化が起こっている。オーストラリアでは、野生化したカイウサギが生態系や農業に与える悪影響が問題視されている。
明治時代、その愛くるしさからウサギを飼うことが大流行し、ウサギの価格が高騰。闇取引することが多く政府が取り締まるほどの一大ムーブメントが起きていた。
ARBA (American Rabbit Breeders Association) は世界最大規模のウサギ協会。純血種を保護するため毎年ブリーダーや一般の飼い主が持ち寄ったウサギを品種ごとに基準を定め品評会を行っている。

## 文化

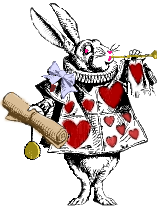
『不思議の国のアリス』に登場する白ウサギのイラスト

ウサギは生息域が広く昼行性で繁殖率も高く人の目にふれやすいため、親しみやすく、擬人化されて童話や説話のモチーフとして使われている。漫画やマスコット等のキャラクターとして登場する。ピーター・ラビットの作者ビアトリクス・ポターは、自らが飼っていたウサギを詳細にデッサン、スケッチして解剖学的にも研究して描いている。
西洋東洋を問わず、子ども向け用品を扱う企業のマスコットやシンボルマークにウサギを使用している。

### シンボルとしてのウサギ

#### 月のシンボル
日本から見た月面の模様は古くから餅つきをするウサギに見えていたことから、日本には古来、ウサギが月に棲むという説話が仏教・道教説話あるいは民間説話として伝わっている。
たとえば、仏教的説話を多く題材にとる『今昔物語集』第五巻第十三話「三の獣、菩薩の道を行じ、兎身を焼く語」には、次のような捨身慈悲、滅私献身の象徴としてウサギが描かれる。
以上が、「今は昔、天竺に兎・狐・猿、三（みつ）の獣ありて、共に誠の心を発（おこ）して菩薩の道（どう）を行ひけり」に始まり、「万（よろづ）の人、月を見むごとに此の兎の事思ひいづべし」で終わる説話のあらすじである。
平安時代末期ごろに原型が成立したとされ、江戸時代には広く読まれていた『今昔物語集』に採録されたこの仏教説話は、釈尊の前世エピソードを集めた古いインドの物語ジャータカや中国の『大唐西域記』などの影響を受けているとみられる。この仏教説話がいつごろ日本に伝わり各地に広まったかは定かではないが、奈良時代以前に作られた法隆寺玉虫厨子の台座絵背後の須弥山図では、帝釈天宮の右上に月（中におそらくウサギか蟾蜍（ひきがえる））と、左上に真っ赤な太陽（中に三本脚の烏）がすでに描かれている。また、そのころに作られたとされる中宮寺天寿国繍帳にも、月を意味する円の中に、不老不死の薬壺と月桂樹の枝とともにウサギが刺しゅうされている。なお、中国由来の道教の神仙思想において、月は西王母という仙女が治める世界であり、そこでは永久に枯れない木（月桂樹）のもとで不老不死の薬をウサギが作っているとされ、そこを訪れた美女が蟾蜍（）に変えられ月にとどめられているという説話がある。
平安時代の『延喜式』には、「三本足の烏、日之精也。白兎、月之精也」という記述がすでにみられ、ウサギは月の象徴として為政者や日本の寺社でも認識されていたことが窺える。他にも、「金烏玉兎（きんうぎょくと）」という言葉があるが、日本では江戸時代までは、太陽と月、すなわち全宇宙を天皇が統べるという意識のもと、朝廷のハレの儀式のときには日月を表す幟（のぼり）を必ず立てることとしていた。この幟には金烏と玉兎がそれぞれ太陽と月の象徴として描かれていたとされる。また、『続日本紀』天平4年（732年）正月の条に「御大極殿受朝。天皇始服冕服。」とある。この年の正月に聖武天皇は大極殿で朝賀を受けたが、天皇が「袞冕（こんべん）」という礼服を着用したのはこの時が初めてであるという内容であるが、以後、天皇の礼服となるこの袞冕（べん）には、赤地の衣の左肩の部分に金糸の円（その中に黒の烏）、右肩の部分に銀糸の円（その中にウサギと蟾蜍）を刺しゅうしてある。中国皇帝が黒地に左肩に月、右肩に太陽の礼服を用いていたことの影響と考えられる。
こうした月の象徴としてのウサギは、仏教・道教的背景を持つ意匠にとどまらず、日本の素朴な民間神事にも現れている。
日本、中国、インド、アイヌ、東南アジア、アフリカなど各地に伝わる「射日神話」と呼ばれるものがある。本来なら、一つであるはずの太陽の数が増えすぎて猛暑大旱魃となり、困った人間たちは知恵を絞り、増えすぎた偽の太陽を射落とすというものである。日本でも各地で奉射祭（オビシャ、オコナイなどともいう）と呼ばれる弓神事が民間で行われてきた。現在でも、滋賀県や利根川下流域の茨城南部から千葉県などで広く行われているが、太陽に擬した的と月に擬した的を用意し、太陽に擬した的だけを、弓矢で射抜く行事である。太陽の的には三本足の烏が描かれ、月の的にはウサギが描かれることが多い。
ウサギは月の化身であり神聖なシンボルとして広く用いられてきたのである。

#### 山のシンボル
ウサギを「山の神」と同一視、あるいは「山の神の使い（神使）」や乗り物とする伝承も日本各地に広く見られる。
滋賀県高島郡では、山の神の祭日には山の神は白いウサギに乗って山を巡る、山の神は白ウサギの姿をしているとされ、京都府愛宕郡では氏神三輪神社境内に祭られる山の神の2月の祭日には白ウサギが稲の種を蒔き、11月の祭日には白ウサギが稲の落穂を拾うというので、白ウサギは決して獲ってはならないとされている。また、福井県三方郡ではウサギは山の神の使いとされ山の神の祭日に山に入ることの戒めとともに伝わっている。

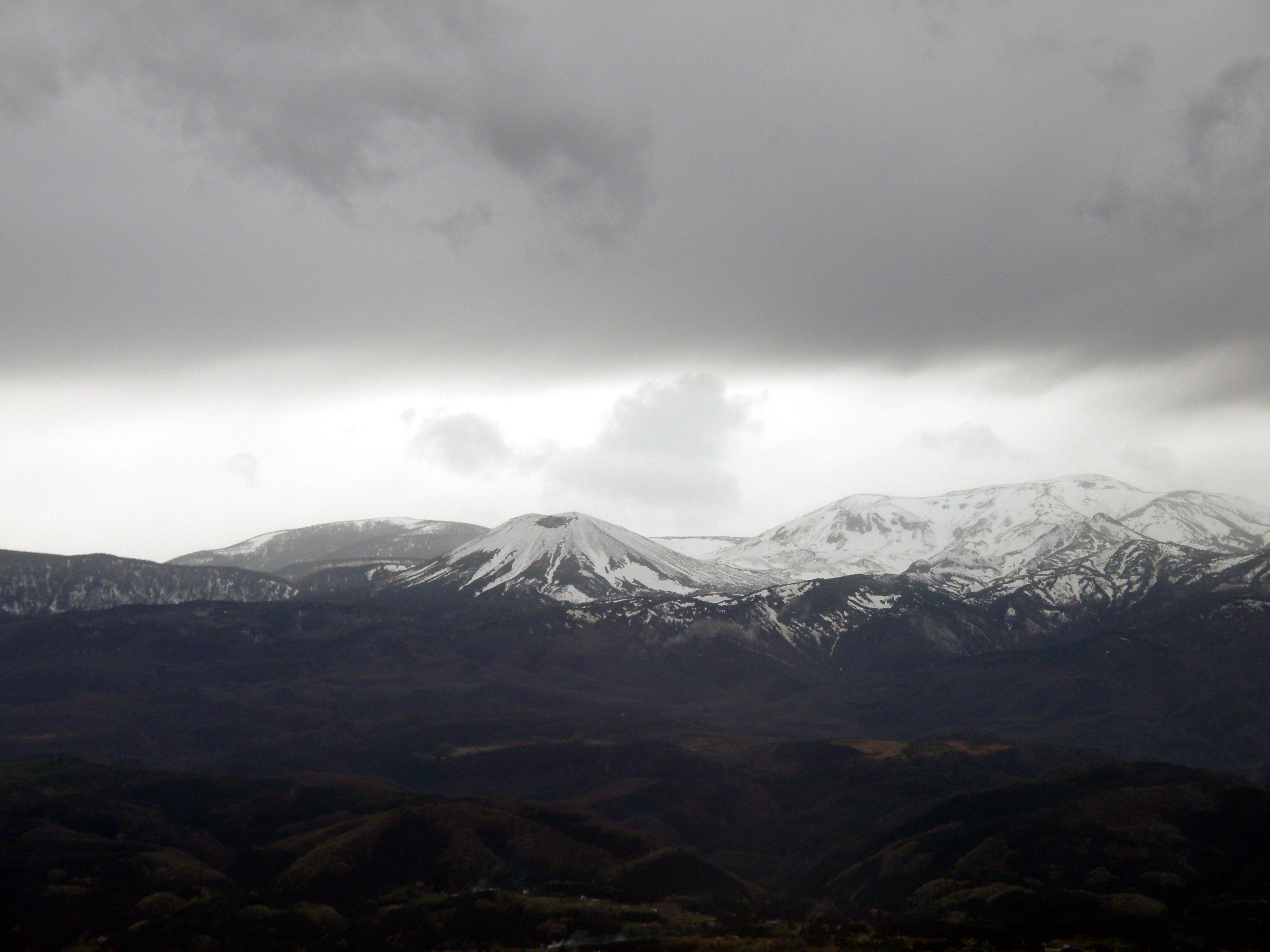
吾妻の雪うさぎ

また、福島県では吾妻山の斜面の雪解け模様（溶け残った雪が白くある部分）を白いウサギの形に見立て、「雪うさぎ」あるいは「種まきウサギ」と呼んで、これを苗代の種まきの合図とした。福島市には「吾妻小富士の下の残雪がうさぎ形に見られる頃になると晩霜の心配がない」という天気ことわざもあり、また、日照りの際にトンビにさらわれたウサギが山の神となったという説話が伝わっている。
こうしてウサギが各地で山の神と同一視されてきたのは、人間の暮らす里と神や動物のいる山とを身軽に行き来することからの境界を超えるものとしての崇拝、多産で繁殖力に富むことから豊穣を司る意味、そして東日本のノウサギは冬には毛皮が真っ白に変化することから白い動物を神聖視する考え方（白鳥などを神聖視する古来の白への信仰）、西日本のノウサギは白くはないのであるが突然変異で白くなった動物を瑞兆とした考え方（白蛇、白鹿、白亀などが朝廷に献上された例などにも見られる希少な白への信仰）などさまざまな背景があると考えられる。

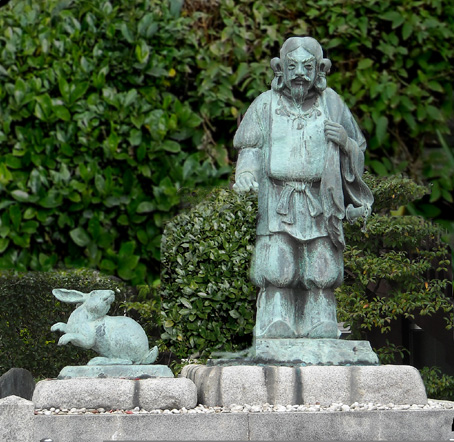
大黒と兎（出雲大社）

また、月読命（豊産祈願）や大己貴命（大国主命）、御食津神（五穀豊穣）などを祭神とする寺社ではその祭神の性格からウサギを神の使いとするところも多い。『古事記』には大国主命に助けられるウサギの話として「因幡の素兎」の話が伝わっている。
ウサギは道教・陰陽思想の影響を受けた十二支の生肖の一つでもあり、「卯（う）」として暦時方角をも表してきた（ただし東南アジアではネコが取って代わる）。

#### 多産・豊穣・性のシンボル
アングロ・サクソンの多産と豊穣をつかさどる春の女神エオストレは、その化身あるいは使いがウサギである。
ウサギは、冬に失われた生命が復活し草木が芽吹き花々が咲く再生の春のシンボルである。卵は宇宙の根源のシンボルであり、宇宙は卵から生まれ、殻の上半分が天になり、下の部分が地になったことを表す。絵画等でも女神は必ずといっていいほどウサギを伴った姿で描かれ、このウサギが良い子に卵をもたらすとされる。卵のほうは絵画には現れないが、ウサギと卵の関係について、このウサギは女神が冬に翼の凍ってしまった鳥をウサギに変えたものなので、特別に鳥のように卵を産めるのであるとする話や、ウサギが春色に塗り分けたきれいな卵をプレゼントしたところ女神が大変に喜び、皆にも配るよう命じたという話、ウサギが子どもたちを喜ばせるためにニワトリの卵を庭に隠して探させてみようとしたところ、その後ろ姿を子どもたちに見られてしまった話などが伝わっている。欧米では現在も春の祭りの日の余興として、子供たちや招かれた客があらかじめ招待主の隠しておいた庭の卵探しをすることがあるという。
同様の話は、オスタラ (Ostera) アスタルテー (Astarte) イシュタル (Ischtar) イナンナ (Inanna) などの女神の名で欧州各地の神話伝説にあり、さかのぼれば、ギリシャのアフロディーテやローマのビーナスなどにも通じ、古代エジプト、ペルシャ、ローマなどでは春の祭りに卵に着色して食べる習慣が既にあったという。のちに、キリスト教が入ってきたときに、キリストの復活と春を祝う女神信仰が「生命への希望」という共通点で結びつき、エオストレ (Eostre) は復活祭 (Easter) の名前の由来となった。

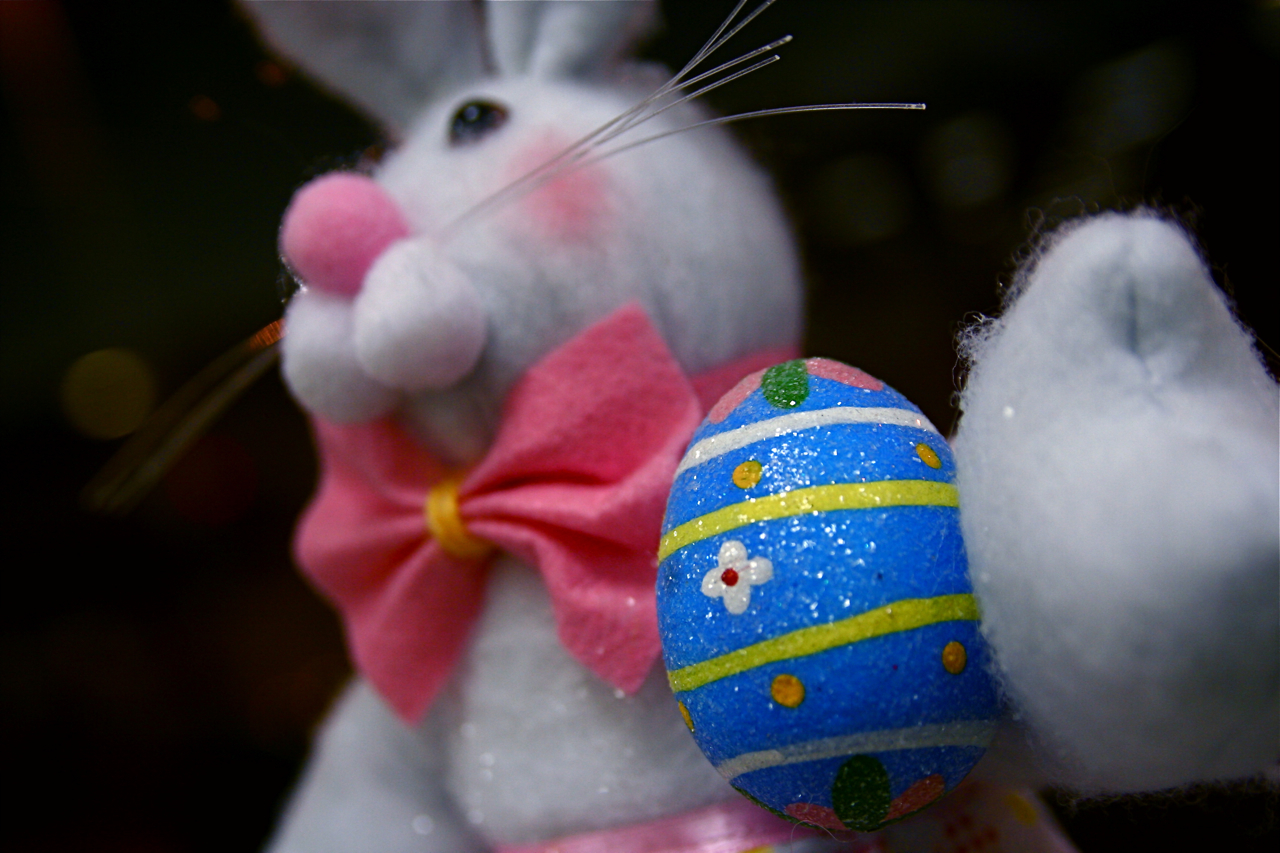
イースターバニーと卵

こうした経緯から、キリスト教会で行われる復活祭（イースター）では、生命と復活の象徴を卵とウサギに求めて、イースターエッグやイースターバニーの名で行事にシンボルモチーフとして登場させる。ただし、正教会においてはイースターエッグのみであり、異教の女神と色濃く結びつくイースターバニーの方は排除されてしまった。
こうした背景の中で、米英を中心とする西欧世界ではイソップ物語や不思議の国のアリスなどに登場するウサギのように、秩序から外れた存在を表す役目をあてがわれ、あわて者、怠け者、異界へ誘う者、トリックスターとして描かれることも多い。

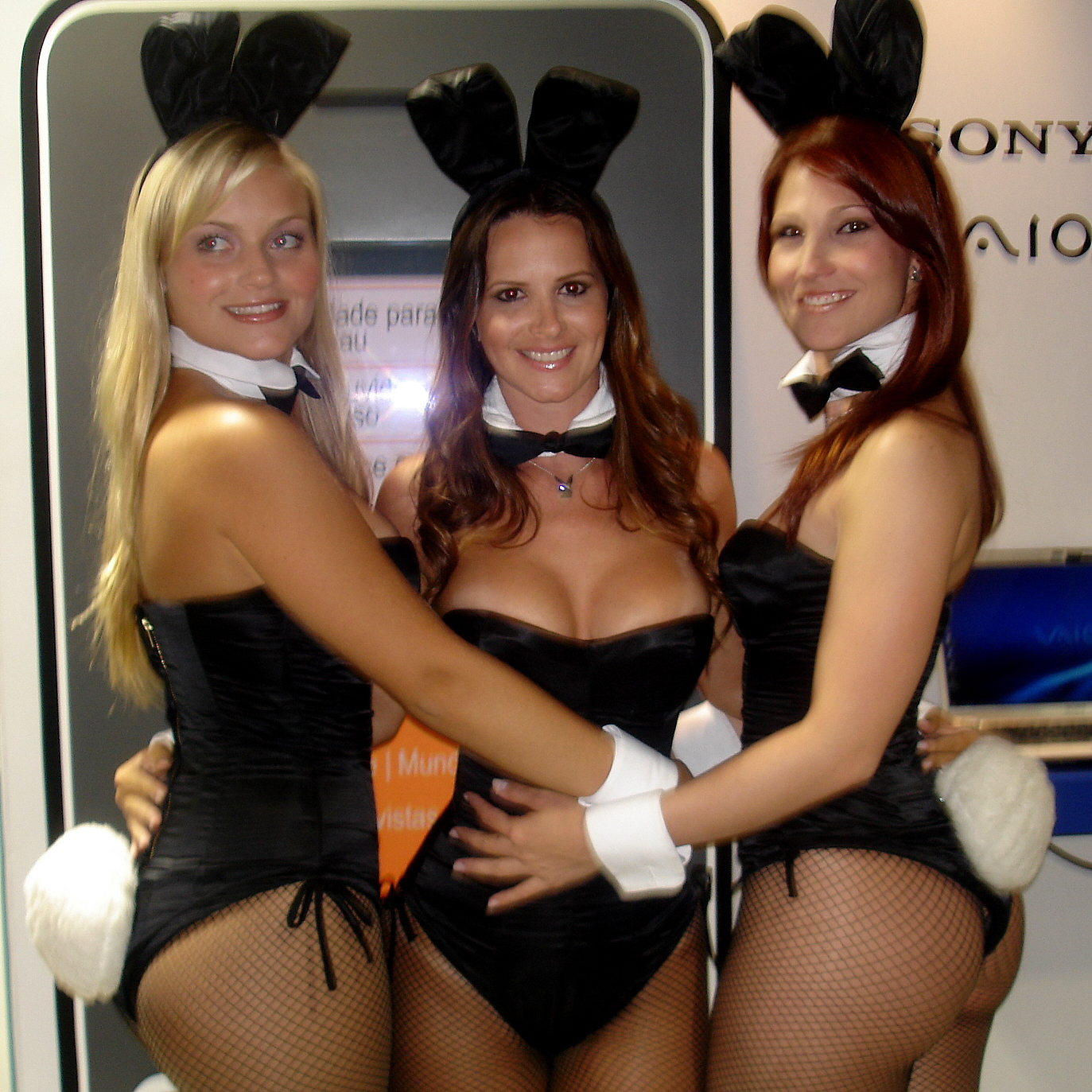
バニーガールズ

天敵の多いアナウサギは生き残りのために発情期をなくして年中生殖行為が可能である。
年中発情している獣はヒトとウサギ（アナウサギ）くらいであるというイメージから、性的誘惑のシンボルとしてウサギが選ばれ、大人の世界のディズニーランドというコンセプトを目指した米国の高級ナイトクラブであるプレイボーイクラブのウェイトレスの正式なコスチュームとして、「バニーガール」が、1960年に採用され、カジノやバーなどで女性コスチュームに広く採用されるようになった。成人誌『PLAYBOY』でも、連動して1960年からオスのウサギの頭をデザインした「ラビットヘッド」がキャラクターとして用いられている。
ラビットフット（兎の足）という魔除けのお守りが、1940-1960年代にアメリカのヒッチハイカーなどの間で局地的に流行したとされる。その起源はケルトの一族が身に付けていた幸運のお守りであり、ウサギの繁殖力を神聖視していた一族が、ウサギの男根を象徴しているウサギの足のミイラを身に付けて繁栄を願ったものであったとされている。
このように古来からウサギは多産豊穣・繁栄のシンボルとして、洋の東西を問わず女性や子どもと関わりの深い動物であり、1960年代ごろから男性成人向けのキャラクターとしても用いられるようになった。
今日の日本では、卯月が四月の春であること、月見をするのが現在は秋であることから、イメージとしては春とも秋とも結び付けられている。俳句においては、野兎や雪兔は冬の季語とされている。

#### 速さのシンボル
動きの速いものの象徴として使われることもままある。
種類によっても違うが、ノウサギは、天敵から逃げ切るために時速60-80キロほどのスピードで走ることができる。人間の場合、100m走の世界記録保持者であっても時速にすれば40キロにも達しない（しかも最高速が出るのは一瞬だけ）ことを考えると、いかにウサギが俊足であるかが分かる（アナウサギの場合には、隠れる穴を用意してあるためそこまで早い速度で逃げる能力が発達しておらず、時速35キロほどいわれている）。
ウサギは、機械や設備の高速動作を表すシンボルとして用いられている。Henry Dreyfuss Symbols Sourcebook（1972年）の時点ですでに乗り物の変速機構のデザインとして確立されていることが指摘されている。設備類に用いられる図象を定める ISO 7000 にしたがえば、動作速度を速い順にウサギ、カメ、カタツムリのシルエットを用いて表すことになる。JIS規格も同様で、たとえば建設機械の変速機構操作にはウサギとカメの絵が描かれるほか、ミシンの速度調節としてもウサギとカメが用いられている。
また日産自動車のブランド｢ダットサン｣の｢ダット｣の部分に関して、関係者のイニシャルとともに速く走ることのたとえである｢脱兎｣が由来になっているとされる。
鉄道においても、近畿日本鉄道が昭和30年代に登場させた近鉄6800系電車などの高加速通勤電車に「ラビットカー」と命名していて、現在でも関西の鉄道ファンを中心に広く浸透している。

#### 献身のシンボル
仏教世界においては献身のシンボルとされる。これは仏教説話集ジャータカ（jātaka）の中に、ウサギが身を火に投じて仙人に布施する物語（ササジャータカ：sasajātaka）があるためである。ちなみに#昔から言われ続けて来た、月のシンボルで記したように、月面の模様をウサギに見立てることも、ここからきている。

#### 宗教のシンボル

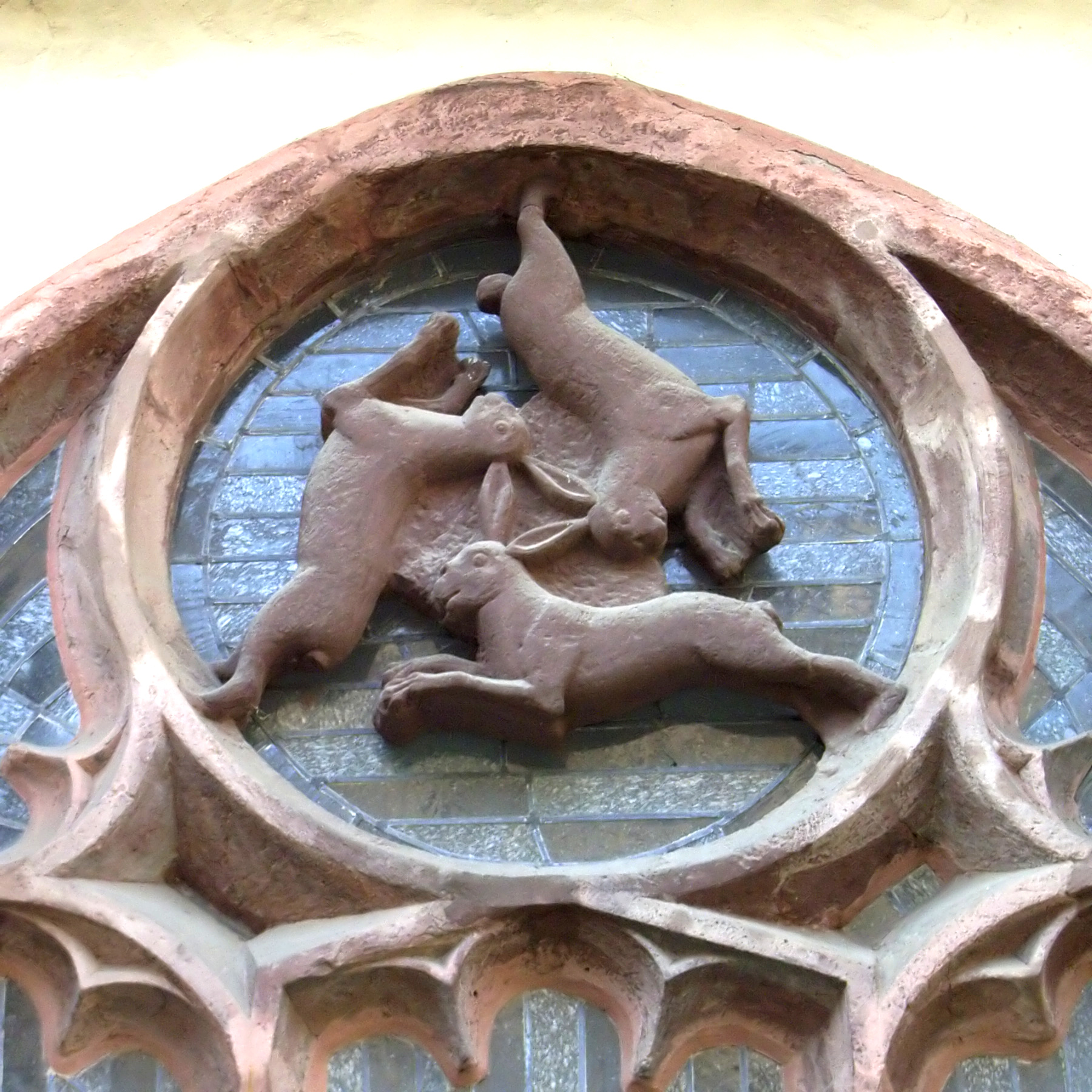
ドイツ、パーダーボルン大聖堂の三羽のウサギの窓 (Dreihasenfenster)。三羽のウサギは、ユダヤ教やキリスト教等の聖なる場所で見かける三羽の兎が追いかけあっている図。月相と繁殖力の関係を指しているという説がある。

神道世界においては神の使いとされることがある。大阪の住吉大社・埼玉の調神社・京都の岡崎神社などの神使として知られている。調神社や岡崎神社には狛犬ではなく狛ウサギがある。

#### 組織のシンボル
縁起の良い動物として、企業や団体のシンボルマークに用いられることも多い。
- エスエス製薬では、1952年（昭和27年）からウサギをシンボルマークとしている。これは、因幡の白兎の物語に出てくる治療が日本の文献上における初めての治療薬らしき描写であること、さらに「白い」という清潔感、「とび・跳ねる」という躍動感をもつこと等からである[30]。
- 全日本不動産協会では、的確に情報をキャッチする耳、未来を見る眼、躍進するジャンプ力のある足をもつことから、ウサギを協会のシンボルマークとしている[31]。
- ラビット (Rabbit)は、終戦直後の1946年から1968年にかけて富士産業（のちの富士重工業→SUBARU）が生産したスクーターのブランド名にもなった。そのボディデザインがウサギのイメージと重なり、また、スクーターという軽快な乗り物が、飛び跳ねるうさぎの姿を連想させるところから命名したものである。一部モデルは海外へも輸出された。車体につけられたブランドマークには、楕円の中に跳ねるようなウサギの全身が描かれている。

### 物語の中のウサギ
わらべうたとして「うさぎ うさぎ 何見て跳ねる 十五夜お月様 見て跳ねる」（成立年作詞作曲不詳）と古くから歌われてきたし、ウサギは昔話にもよく登場する身近な動物であった。日本の昔話としては、ウサギが機智を働かせて悪の象徴であるタヌキを懲らしめる「かちかち山」型の説話がよく知られており、そこではウサギは知恵のあるもの、あるいは悪を懲罰するものとして存在している。但し、ウサギの賢明さが時には狡猾と解されることもある。例えば「かちかち山」の後日譚というべき『親敵討腹皷』（おやのかたきうてやはらつづみ）（朋誠堂喜三二 作）では、ウサギはかつて己が手にかけたタヌキの子に仇としてつけ狙われている。
一方、「タヌキとウサギとキツネのぼた餅分け」という民話では、ウサギはタヌキとともに、狡猾なキツネに騙される役柄となっている。
西欧のイソップ物語を原型として明治以降に広められた「ウサギとカメ」の説話では、得意分野で相手を侮って敗れた愚か者として描かれる。
そのほか、月への民間信仰との関わりもあってか、その愛らしい姿をデザインしたものは古くから安産、女性や子供の守り神として広く受け入れられ、郷土玩具その他さまざまな道具の意匠に用いられてきた。他にも、謡曲（能）で『竹生島（ちくぶじま）』で「月海上に浮かんでは 兎も波を奔るか 面白の島の景色や」と謡われたことなどから、江戸時代には波の上を跳ねるウサギが瑞祥文様として庶民の着物文様や建築意匠に使われている。

#### 迷信
うさぎとフランスの船
フランスでは、「船に災いをもたらす」と言われており多くの船で立ち入り禁止である。この迷信は17世紀にまで遡り、食用として運ばれたウサギが逃げ出すため船体に噛みついて穴を開け、沈没させるからだとされる。
ウサギは寂しいと死ぬ
現代日本において「ウサギは寂しいと死ぬ」という迷信・都市伝説があるが、科学的には何の根拠もない。この迷信が広まった理由として、ウサギは草食であり胃腸は常に動いている必要があるため、12時間以上何も食べずにいると胃腸の動きが停滞することがあり、飼育中のウサギの世話を数日間怠ると死亡することや、飼育中に病気にかかっても飼い主にはわからず、飼い主の外出中に突然死亡することがあること、また、1993年に放送されたテレビドラマ『ひとつ屋根の下』のヒロイン・柏木小雪の「うさぎって寂しいと死んじゃうんだから」というセリフの影響などが指摘されている。また、客に2羽以上購入させることを意図してウサギ販売業者が販売促進のために、作り出した迷信であるという説もある。
想像上の生物
- アルミラージ

インド洋に浮かぶとされる島「ジャジラト・アル＝ティニン島」に棲息する生物。角の生えた、ウサギに似た生物。
- ヴォルパーティンガー（英語版）

ドイツ・バイエルンに生息するとされる伝説の生物。シカの角や鳥の翼を持った、ウサギに似た生物。
- ジャッカロープ（ツノウサギ

アメリカに伝わる未確認生物。頭部にシカの角が生えた、ウサギに似た生物。
- スクヴェイダー

スウェーデンの架空の生物。ライチョウのような羽を持った、ウサギに似た生物。
- レプス・コルヌトゥス

角の生えた、ウサギの一種。16〜18世紀にかけて存在が信じられてきたが、現在は空想上の生物とされる。
- 月の兎（玉兔）

月に住むとされるウサギ。月の影の模様が兎に見えることから、アジア各地で伝承とされている。

### 言語

#### 漢字コード
兎の異体字「兔」を表すShift_JISコードは0x995cであり、2バイトめが 0x5c、すなわち1バイト文字における「¥」（「円記号」あるいは「バックスラッシュ」）に該当する通称「ダメ文字」の一つである。1バイト文字0x5cには、しばしば特殊な機能が割り当てられているため、マルチバイト文字が入力されることを想定していない（または想定していても対応に不備がある）プログラムは、マルチバイト文字に含まれている0x5cを誤認識し適切に動作しない可能性がある。

#### 日本語の助数詞「羽」
ウサギの日本語における助数詞は、かつて1羽、2羽と鳥と同様の「羽（わ）」を使用していた。この由来には諸説あるが、おもに以下のようなものがある。
- 獣肉食が禁止されていた時代、二本足で立つ姿が鳥類に見えることから、「ウサギは獣ではなく鳥だ」と見なして食していたとする説[36]。
- 同じく獣肉食が禁止されていた時代、「ウサギはウ（鵜）とサギ（鷺）だから鳥だ」とこじつけて食していたとする説。
- 獲物は耳を束ねて持ち歩き、一掴みにすることを一把（いちわ）、二把（にわ）と数えたことから後の羽（わ）につながったとする説。
- 千葉徳爾は『狩猟伝承』（1975） において、山裾に仕掛けた網にウサギを追い込む狩猟法が、鳥の狩猟と共通していたため、「羽」と数えたという説を紹介している。

『羽』は哺乳類ではなく鳥類を数えるときの助数詞であり、『頭』は人間よりも大きな動物、『匹』は人間よりも小さな動物に使うという傾向からすれば、うさぎは『匹』と数えるのが自然であり、『NHK放送のことばハンドブック』では、（文学や食肉として扱う場合を除き）生きたウサギは「匹」を用いるのがふさわしいとしている。愛玩用のウサギは日常的には「匹」または「羽」であるが、商取引では「頭」が使われる場合もある。なお、自然科学の分野では、動物全般について、動物の大きさで区別せず画一的に頭を使用するのが原則であり（鳥類や小さな昆虫でも、一頭二頭と数える）、NHKのニュースにおいても生物学的な話題として報道する場合には、「奄美大島に生息するクロウサギは～現在ではわずか600頭が確認されているに過ぎない」のように表現する場合がある。

#### 慣用句、ことわざなど

##### 日本
脱兎（だっと）の勢い
極めて迅速なさま。
兎に角（とにかく）・兎も角（ともかく）・兎角（とかく）
仏教用語「兎角亀毛（とかくきもう）」（後述）に由来する当て字。夏目漱石が使用して一般に定着したとされる。
兎死すれば狐これを悲しむ
他人の遭遇したトラブルを見知り、明日は我が身と心配すること。
兎に祭文
何の効果もないこと。
兎の糞
長続きしないことの形容。
兎兵法
実用的でないこと。
兎の股引
後が続かないこと。
犬兎の争い
当事者が争っている間に第三者に横取りされる。
兎の登り坂
前足に比べて後ろ足が長い兎は、坂を登るのが得意であることから、良い状況に恵まれ、力を発揮することを指す。

##### 中国
始めは処女の如く後は脱兎の如し
出典は『孫子』九地第11「是故始如處女 敵人開戶 後如脫兔 敵不及」（始めは処女の如く敵人の戸を開かせ、脱兎の如く素早く攻撃せよ、敵は防御も間に合わない）という兵法。脱兎のごとく、とは素早くの意味。
兎角亀毛（とかくきもう）
出典は『述異記』の「大亀生毛、而兎生角、是甲兵将興之兆（訳：大亀に毛が生えたり、兎に角が生えたりしたら、それは戦乱が起こる兆しである＝意味：通常ならば、亀に毛が生えたり兎に角が生えたりすることはないので、戦争などというものは起こらない）」。『述異記』には、亀は千年生きると毛が生え、五千年で神亀、一万年で霊亀と呼ばれるようになるとも記されている。通常であれば亀は千年も生きないので、「兎角亀毛」は起こりうるはずのないことのたとえに使われる。とはいえ、仮にそのように毛の生えた亀がいるとすればそれは長寿・瑞兆の象徴ということであり、日本でも玄武神亀や鶴亀の瑞祥文様には毛の生えた亀の意匠が用いられる。もともとは仏教用語でもあり、現実にはないのにあると錯覚したり実体のないものを貴ぶことを戒める意として「人間は兎角亀毛のごときものである。」（『毘婆沙論（びばしゃろん）』）などのように用いられ、悟りに至る以前の迷いの現世を表す言葉となっている。
兎起鶻落
出典は蘇軾の『文与可の画きし篔簹谷の偃竹の記』。勢いがあるさま。
獅子搏兎
出典は陸象山の『象山先生全集』。容易なことにも全力で努力する。
狡兎三窟
出典は『戦国策』11巻齊策4齊人有馮諼者の「狡兔有三窟 僅得免其死耳」。狡賢い者は用心深く難を逃れるのが上手い。
狡兎死して走狗烹らる
すばしっこい兎が捕らえられて死ねば猟犬が煮て食われるように、用が済んだ有能な部下は殺される。
- 「狡兎死走狗烹」:司馬遷『史記』「越王句踐世家」
- 「狡兔死 良狗烹」:司馬遷『史記』92巻淮陰侯列伝韓信
- 「狡兔盡則良犬烹」:『韓非子』内儲説下

守株（株を守る）
出典は『韓非子』49巻五蠹「宋人有耕田者 田中有株 兔走觸株 折頸而死 因釋其耒而守株 冀復得兔 兔不可復得 而身為宋國笑」という「守株待兔（しゅしゅたいと）」説話。木の切り株にウサギがぶつかって死んだのを見た宋人が、ひたすらウサギが再び切り株にぶつかるのを寝て待ったことから、旧慣にこだわる愚かしさを意味する。北原白秋作詞、山田耕筰作曲の童謡「待ちぼうけ」はこの故事を元にしている。

##### イギリス
ウサギと逃げながら猟犬と狩りをする (run with the hare and hunt with hounds)
両方の味方をする。信念節操のない人。
三月ウサギのように気が狂っている (Mad as a March hare)
落ち着きのない様子。イギリスにおいて春先のオスの野ウサギが狂ったようになる様から。

##### スペイン
魚は口がもとで死ぬ、ウサギは歯がもとで捕らえられる。(Por la boca muere el pece, y la liebre tomanla a diente)
「口は禍いの元」の意。
思いもしなかった所からウサギが跳びだす (De donde no se piensa, salta la liebre)
「灯台下暗し」の意。

##### ローマ
二兎を追うものは一兎をも得ず（二匹の兎ともいう）
欲張って一度に2つのものを狙うとかえってどちらともの目的を果たせなくなってしまうこと。

#### 動植物の名前にみるウサギ
ウサギを連想するような、白くて丸い形をした動植物に、ウサギの名前が冠せられることがある。

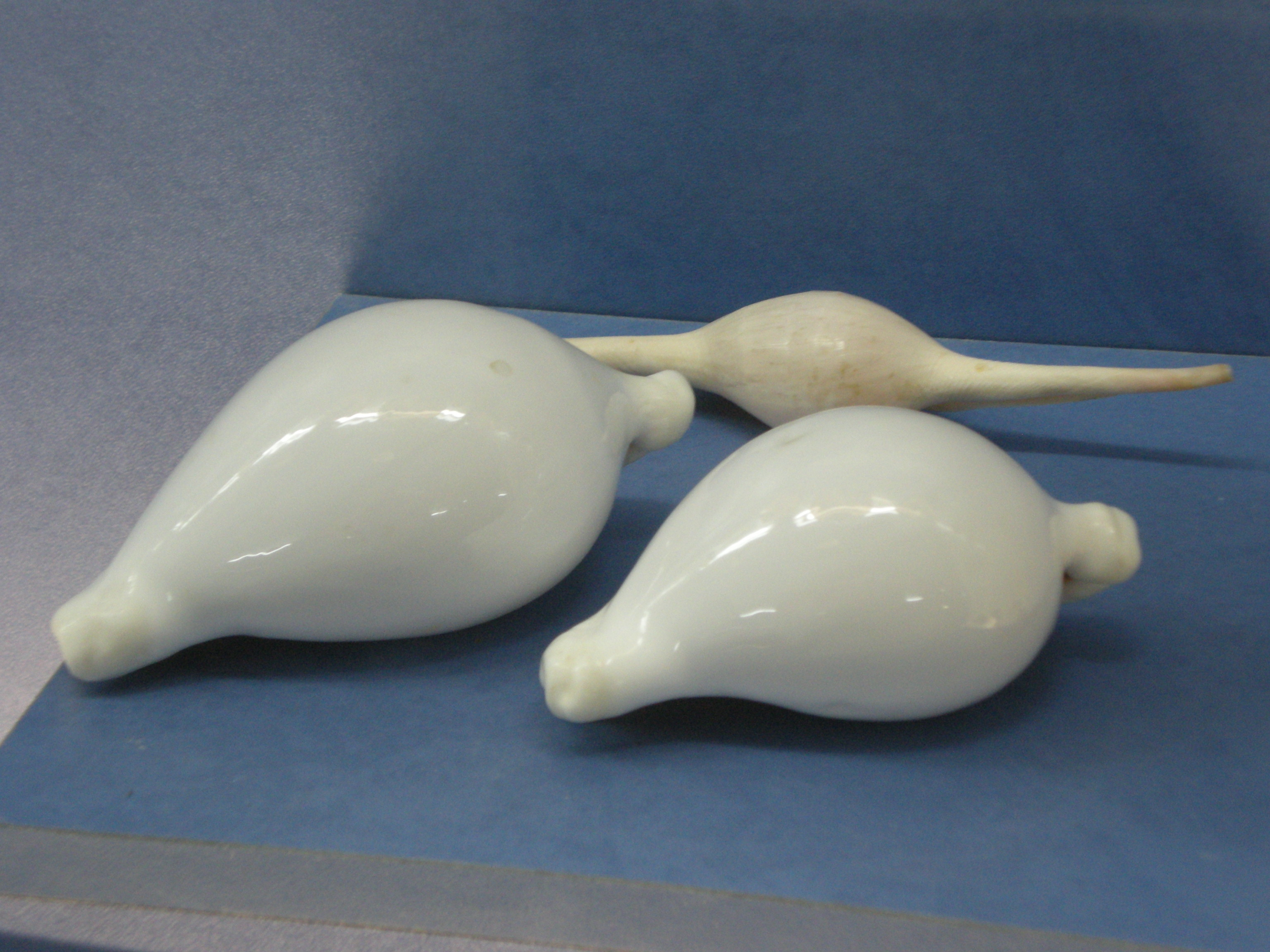
ウミウサギガイ Ovula ovum（手前）とツマベニヒガイ Volva volva（奥）
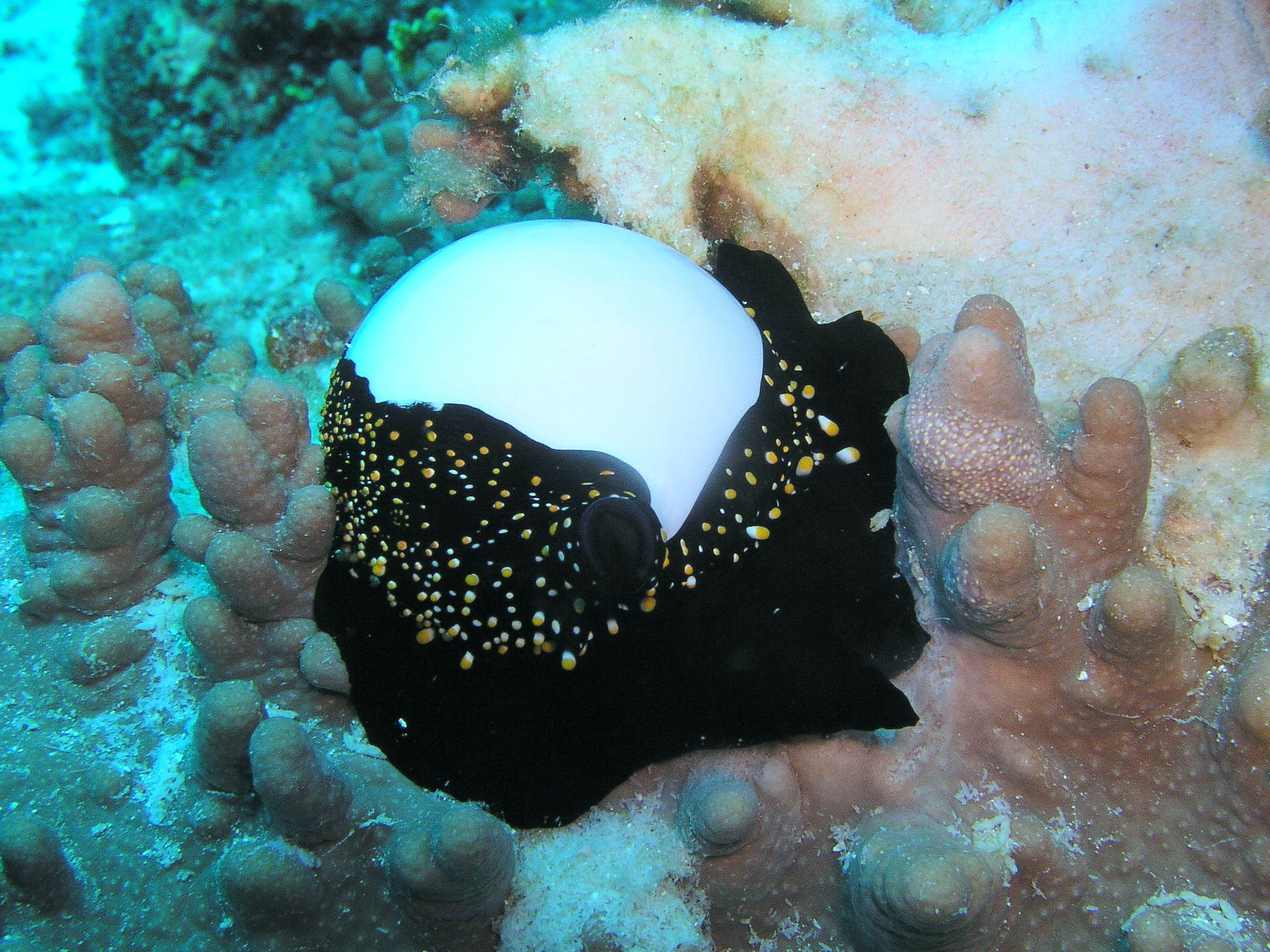
ウミウサギガイの生体。黒い部分は外套膜。

たとえば、貝の中でも丸くて白っぽい貝はウミウサギガイ科と名付けられており、ウサギを含んだ名がつけられている。ウミウサギ、マメウサギ、ウサギアシカワボタンガイなど。これらの貝殻はその外観の美しさから海のジュエリーとしてダイバーや貝殻愛好家からの人気も高い。
月兎耳（つきとじ）（Kalanchoe tomentosa）という多肉植物の名は、白い毛で覆われた長楕円形の葉がウサギの耳を思わせることによる
ウサギゴケという食虫植物の名は、その白い花が見事に耳をぴんとたてたウサギの形をしていることによる。ウサギギクの名は、長楕円形の葉がウサギの耳を思わせることによる。
また、兎馬（ウサギウマ）はロバを意味するが、これはロバの大きな耳がウサギを思わせることからきていると考えられる。

## 符号位置
| 記号 | Unicode | JIS X 0213 | 文字参照            | 名称        |
| ---- | ------- | ---------- | ------------------- | ----------- |
| 🐰   | U+1F430 | -          | &#x1F430; &#128048; | RABBIT FACE |
| 🐇   | U+1F407 | -          | &#x1F407; &#128007; | RABBIT      |